# Ruhegehalt
Ruhegehalt (auch Pension genannt) ist in Deutschland ein regelmäßig ausgezahltes Einkommen zur Altersversorgung an eine Person, die in einem öffentlich-rechtlichen Dienst- oder Amtsverhältnis gestanden hat.
Das Ruhegehalt ergibt sich aus dem Altersvorsorgesystem von staatlichen und kirchlichen Beamten auf Lebenszeit, Berufsrichtern und Berufssoldaten sowie Dienstordnungsangestellten. Neben diesem System sui generis stehen gesetzliche Rente, Zusatzversorgung des öffentlichen Dienstes (ZÖD), Betriebliche Altersversorgung, private Vorsorge (Riester-Systeme) und andere.
Das Ruhegehalt der staatlichen Beamten und der Richter ist in Deutschland seit 2006 nicht mehr einheitlich geregelt. Es gelten das Beamtenversorgungsgesetz (BeamtVG), das Soldatenversorgungsgesetz (SVG) und die Beamtenversorgungsgesetze der einzelnen Länder. Im Fall eines bund- und länderübergreifenden Wechsels des Dienstherrn werden die Versorgungslasten anteilig nach einem Staatsvertrag getragen. Zum 1. Januar 2021 gab es 1.737.280 Versorgungsempfänger nach Beamten- und Soldatenversorgungsrecht in Deutschland.

## Ruhegehaltberechtigte
Das Ruhegehalt ist eine Altersversorgung und wird in Deutschland an Beamte, Berufsrichter und Berufssoldaten sowie Pfarrer, Kirchenbeamte und andere Personen, die in einem öffentlich-rechtlichen Dienstverhältnis stehen, im Ruhestand geleistet. Ruhegehalt erhält ein Ruhestandsbeamter, in dessen Person die Voraussetzungen des § 4 Abs. 1 BeamtVG vorliegen.
Nach § 4 Abs. 1 BeamtVG muss wenigstens einer von zwei zum Ruhegehalt berechtigenden Fällen vorliegen:
1. Vor dem Eintritt in den Ruhestand wurde eine Dienstzeit von wenigstens fünf Jahren abgeleistet (Regelfall, entspricht etwa den Wartezeiten für Altersrenten in der gesetzlichen Rentenversicherung (GRV) nach § 35 bis § 42 SGB VI).
2. Der Eintritt in den Ruhestand erfolgte wegen einer Dienstunfähigkeit, die infolge einer Beschädigung bei Ausübung oder aus Veranlassung des Dienstes und ohne grobes Verschulden des Beamten eingetreten ist, also namentlich durch einen Dienstunfall (entspricht etwa den Unfallrenten nach § 56 bis § 62 SGB VII).

Die Voraussetzungen des Ruhegehalts gehören zum Statusrecht und sind für Landesbeamte im Beamtenstatusgesetz und für Bundesbeamte im Bundesbeamtengesetz geregelt. Ruhestand ist auch der einstweilige Ruhestand, in den politische Beamte jederzeit versetzt werden können. Mit Entlassung – auch auf eigenen Antrag – oder Entfernung aus dem Dienstverhältnis entfällt der Versorgungsanspruch. Wenn ein Anspruch auf Altersgeld ausgeschlossen ist oder die anspruchsberechtigte Person sich dagegen entscheidet, ist sie nach § 8 Absatz 2 Satz 1 Nummer 1 SGB VI in der gesetzlichen Rentenversicherung nachzuversichern, nicht aber in der Zusatzversorgung des öffentlichen Dienstes.

## Höhe des Ruhegehaltes
Das Ruhegehalt beträgt für jedes Jahr ruhegehaltfähiger Dienstzeit 1,79375 Prozent der ruhegehaltfähigen Dienstbezüge, insgesamt jedoch höchstens 71,75 Prozent. (§ 14 Abs. 1 Satz 1 BeamtVG). Abhängig von der jeweiligen gesetzlichen Regelung wird dieser Prozentsatz bei einigen Dienstherren weiter reduziert, beispielsweise wird der Wert beim Bund mit dem Faktor 0,9901 multipliziert. (§ 5 Abs. 1 Hs. 2 BeamtVG) Der Höchstbetrag wird nach 40 Dienstjahren erreicht.
Ruhegehaltfähige Dienstbezüge sind im Wesentlichen das Grundgehalt (Tabellenwert aus Besoldungsgruppe, die Erfahrungsstufe) und der Familienzuschlag (§ 50 Abs. 1 BeamtVG) der Stufe 1. (§ 5 Abs. 1 BeamtVG). Zudem besteht eine ganze Reihe an Zulagen und Anpassungszuschlägen, die aber nahezu alle aus früheren Reformen resultieren und als auslaufend zu betrachten sind.
Maßgeblich sind die Dienstbezüge des letzten Amts, das nach § 5 Abs. 3 BeamtVG bzw. entsprechendem Landesrecht mindestens zwei Jahre ausgeübt werden muss. Die 1998 beschlossene Einführung einer Drei-Jahres-Frist hat das Bundesverfassungsgericht 2007 für verfassungswidrig und nichtig erklärt. Umstritten und uneinheitlich ist bei Altersteilzeit im Blockmodell, bis wann noch eine Beförderung in zeitlicher Nähe zum Eintritt in die Freistellungsphase erfolgen darf.
Wird nur Teilzeit gearbeitet, so vermindert sich der Jahressatz von 1,79375 um den entsprechenden Teilzeitfaktor. Dafür können Zeiten einer Beschäftigung im öffentlichen Dienst, die nicht in einem öffentlich-rechtlichen Dienstverhältnis geleistet wurden, bei der Berechnung des Faktors anerkannt werden. Gleichfalls gibt es Zurechnungszeiten, sofern die Person vor dem 60. Lebensjahr dienstunfähig wird (zwei Drittel der verbleibenden Zeit).
Wird eine Person in einem öffentlich-rechtlichen Dienstverhältnis ohne vorliegende Dienstunfähigkeit auf eigenen Wunsch vor Erreichung der vorgesehenen Altersgrenze (je nach Dienstherr aktuell zum Ende des Monats, in dem das 65. oder 67. Lebensjahr vollendet wird, Ausnahmen gelten für Offiziere im fliegerischen Dienst der Bundeswehr (teilweise) und für Polizeivollzugsbeamte sowie teilweise für Schwerbehinderte) in den Ruhestand versetzt, so werden seine Ansprüche um 0,3 Prozent pro Monat (3,6 Prozent pro Jahr) des vorzeitigen Austrittes gekürzt. Teilweise gibt es jedoch – ebenfalls analog zur gesetzlichen Rentenversicherung – die Möglichkeit ohne Abschläge vorzeitig auf eigenen Antrag in den Ruhestand versetzt zu werden, wenn das 65. Lebensjahr vollendet wurde und 45 Jahre Dienst geleistet wurde. Bei einer Person in einem öffentlich-rechtlichen Dienstverhältnis, die wegen Dienstunfähigkeit (nicht jedoch aufgrund eines Dienstunfalls) in den Ruhestand versetzt wird, wird das Ruhegehalt um 3,6 Prozent für jedes Jahr vor Vollendung des 63. Lebensjahres gekürzt, maximal jedoch um 10,8 Prozent (in Nordrhein-Westfalen 14,4 Prozent).
Bei Teilzeit in Form von Altersteilzeit gilt die Verminderung des Jahressatzes um den entsprechenden Teilzeitfaktor nicht. In dieser Zeit ist für jedes in der Altersteilzeit verbrachte Jahr meist anstatt sonst 100 Prozent lediglich 90 Prozent ruhegehaltfähige Dienstzeit anrechenbar, im Einzelnen sind Landesregelungen zu beachten. Bei der ab 1. Juni 2013 bis 31. Dezember 2015 nach Landesrecht Nordrhein-Westfalens neu begonnenen Altersteilzeit sind z. B. die Zeiten nur zu 80 Prozent anrechenbar. Beide Regelungen sind jedoch in vielen Fällen günstiger, da ein Altersteilzeitfaktor meist auf 60 Prozent oder 50 Prozent hinauslaufen würde.

### Mindestversorgung
Um dem Alimentationsprinzip nachzukommen und so auch die Unabhängigkeit des Beamten zu stützen, sieht das Beamtenversorgungsgesetz ein Unfallruhegehalt und eine Mindestversorgung vor. Bei einem Dienstunfall, der zur vorzeitigen Dienstunfähigkeit führt, wird unter besonderer Berücksichtigung der Zurechnungszeiten der Mindestruhegehaltssatz auf mindestens 66,67 Prozent erhöht, der maximale Wert der erreichbaren Versorgung darf dabei aber nicht überschritten werden (§ 36 BeamtVG). Beim qualifizierten Dienstunfall, bei dem sich der Besoldungsempfänger im Dienst in Lebensgefahr begeben hat, erfolgt eine günstigere Berechnung.
Außerdem gibt es eine amtsunabhängige und eine amtsabhängige Mindestversorgung, die greifen, wenn eine Dienstunfähigkeit ohne Dienstunfall eintritt (beispielsweise wegen Krankheit); dabei wird der höhere Betrag gewährt. Die amtsunabhängige Mindestversorgung beträgt 65 Prozent der maßgeblichen Bezüge aus der Besoldungsgruppe A 4, die amtsabhängige Mindestversorgung 35 Prozent der maßgeblichen Bezüge aus der ruhegehaltfähigen Besoldungsgruppe (§ 14, Abs. 4 BeamtVG).

### Höchstversorgungssatz
Der Höchstversorgungssatz liegt bei 71,75 Prozent. Er lag im Jahre 2001 bei 75 Prozent und wurde durch das Versorgungsänderungsgesetz 2001 schrittweise gesenkt. Auch Ruhegehaltsempfänger sind von den Kürzungen betroffen. Das Bundesverfassungsgericht hat Klagen gegen die Absenkung des Ruhegehaltes als unbegründet zurückgewiesen. Von 2011 bis 2017 sollen die Besoldungsanpassungen zum Aufbau einer Versorgungsrücklage jährlich 0,2 Prozent geringer ausfallen. Diese seit 1999 gültige Regelung wurde bis 2011 ausgesetzt. Durch das Herabsetzen der Besoldungsanpassungen kommt es zu einer dauerhaften Besoldungskürzung von 2,0 Prozent.
Hat ein Ruhegehaltsempfänger zusätzlich Ansprüche auf eine Rente aus der gesetzlichen Rentenversicherung, so wird diese ganz oder teilweise auf das Ruhegehalt angerechnet, um eine Überversorgung zu verhindern. Erwerbseinkommen eines Versorgungsempfängers, der die Regelaltersgrenze noch nicht erreicht hat, wird angerechnet, sofern eine bestimmte Höchstgrenze überschritten wird. Grob gesagt wird Hinzuverdienst und zusätzliche Rente nicht angerechnet, solange der Höchstversorgungssatz nicht überschritten wird.

## Hinterbliebenenversorgung
Hinterbliebene eines verstorbenen Besoldungsempfängers erhalten Witwen- bzw. Witwergeld, Kindern wird Waisengeld gezahlt. Für Witwen bzw. Witwer beträgt die entsprechende Leistung 60 Prozent, bei nach dem 31. Dezember 1961 geborenen nur noch 55 Prozent des Ruhegehaltes, wobei auch hier die kinderbezogenen Teile des Familienzuschlages ungekürzt erhalten bleiben. Hinterbliebene eingetragene Lebenspartner wurden nach und nach in den Bundesländern und 2011 im Bundesrecht gleichgestellt.
Für Halbwaisen beträgt das Waisengeld 12 Prozent des Ruhegehaltes, für Vollwaisen sind es 20 Prozent.
Haben die Hinterbliebenen eigene Einkünfte, so werden diese teilweise angerechnet, bei Witwen und Waisen kann dies auch zur kompletten Zahlungseinstellung führen. Waisen erhalten das Waisengeld bis zur Vollendung des 27. Lebensjahres, soweit sie kein eigenes Einkommen haben, danach nur noch dann, soweit sie zu einer eigenständigen Erwerbstätigkeit zur Deckung ihres Lebensunterhaltes nicht in der Lage sind.
Bestand die Ehe oder Lebenspartnerschaft zum Zeitpunkt des Ablebens des Versorgungsempfängers weniger als ein Jahr oder wurde sie erst nach dem 65. Geburtstag des Versorgungsempfängers geschlossen und ist kinderlos geblieben, so wird nach heutiger Rechtslage regelmäßig von einer Versorgungsehe ausgegangen, was zur Verweigerung einer Leistung an die Witwe bzw. den Witwer führt. In Ausnahmefällen kann aber ein sogenannter Unterhaltsbeitrag (meist in Höhe der Hinterbliebenenbezüge) gewährt werden.

## Altersgeld
Beamten auf Lebenszeit, die auf eigenen Antrag aus dem Beamtenverhältnis zu den Ländern Baden-Württemberg, Berlin (geplant), Bremen, Hamburg, Hessen, Mecklenburg-Vorpommern, Niedersachsen, Sachsen und Schleswig-Holstein oder dem Bund entlassen werden, bleibt der anteilig erworbene (erdiente) Versorgungsanspruch unter der Bezeichnung Altersgeld ganz oder überwiegend erhalten, wenn sie sich dafür entscheiden, womit eine Nachversicherung entfällt. Entsprechendes gilt für Berufsrichter auf Lebenszeit und Berufssoldaten.

## Vergleich zwischen Altersrente und Ruhegehalt
Ein Vergleich zwischen Altersrente und Ruhegehalt ist wegen unterschiedlicher Berechnungsgrundlagen nur eingeschränkt möglich. Für die Berechnung des Nettoeinkommens muss berücksichtigt werden, dass das Ruhegehalt steuerlich zu den Einkünften aus nichtselbständiger Arbeit zählt, Renten dagegen zu den sonstigen Einkünften. Der durchschnittliche Rentenzahlbetrag für einen Altersrentner betrug ab 1. Juli 2022 pro Monat 1.048 Euro nach Abzug der Abgaben für Kranken- und Pflegeversicherung.
Rund 19 Prozent der Rentner beziehen mehr als eine Rente. Mehrfachrentner, darunter 85 Prozent Frauen, bezogen zum 1. Juli 2022 einen durchschnittlichen Rentenzahlbetrag von 1594 Euro. Niedrige Durchschnittsrenten sagen wenig über das tatsächliche Nettoeinkommen von Rentnerhaushalten aus: Nach einer Studie aus dem Jahr 2019 verfügten Rentnerhaushalte mit einer Bezugsperson ab 65 Jahren in den neuen Ländern als Ehepaare über ein Nettoeinkommen von durchschnittlich 2554 Euro.
Das Punktesystem der gesetzlichen Rentenversicherung berücksichtigt das während des Berufslebens erzielte Durchschnittseinkommen, während sich das Ruhegehalt nach den letzten ruhegehaltfähigen Dienstbezügen berechnet. Übersteigt das Gehalt eines rentenversicherungspflichtigen Arbeitnehmers die Beitragsbemessungsgrenze in der Rentenversicherung wirkt dies nicht rentensteigernd, weil für den übersteigenden Betrag keine Beiträge zu entrichten sind.
Ein weiteres Problem bei der Vergleichbarkeit sind die unterschiedlichen Erwerbsbiografien: Den Eckrentner mit seinen 45 Arbeitsjahren gibt es faktisch kaum noch, denn durchschnittlich 10 Prozent Arbeitslosigkeit führen bei Rentnern zwangsläufig dazu, dass von den 40 – 50 Jahren zwischen Schulabgang und Ruhestand ca. vier Jahre wegen Arbeitslosigkeit verminderte Beiträge gezahlt werden.
Zwischen Altersrente und Ruhegehalt gibt es weitere Unterschiede:
- Der Ruhegehaltsempfänger erhält nach Erreichen der Altersgrenze bis zu 71,75 Prozent multipliziert mit 0,9901, also 71,04 Prozent, seiner letzten Bezüge als Ruhegehalt (bezogen auf das Bruttogehalt). Dieser volle Anspruch wird nach 40 Dienstjahren erreicht, bei einem Ruhestand vor erreichter Regelaltersgrenze aber dauerhaft gekürzt. Das Ruhegehalt wird nach der ruhegehaltfähigen Dienstzeit (§ 6 BeamtVG) und den ruhegehaltfähigen Dienstbezügen (§ 5 BeamtVG) berechnet. Die Absenkung des Höchstversorgungssatzes von ursprünglich 75 Prozent auf 71,75 Prozent wurde vom Bundesverfassungsgericht als „noch“ verfassungsgemäß angesehen. Aus juristischer Sicht könnte somit „eine weitere Absenkung der Versorgungsbezüge … vom BVerfG als unzulässig verworfen werden[10].“ (S. 114).
- Die Altersrente ist von Beitragshöhe und Beitragszeit abhängig. Sie bemisst sich nach erbrachten Rentenbeiträgen, die – außer bei Geringverdienenden – zu je 50 Prozent vom Arbeitnehmer und vom Arbeitgeber erbracht werden müssen. Beim monatlichen Durchschnittsgehalt eines Angestellten von 3304 Euro[11] ergibt sich nach Rentenformel ein Rentenanspruch von 35 Euro pro Jahr. Die Altersrente des „Eckrentners“ beträgt durchschnittlich 48 Prozent des letzten Bruttoeinkommens. Die Altersrenten sinken voraussichtlich auf bis zu 40 Prozent. Der Nachhaltigkeitsfaktor beeinflusst die jährliche Rentenanpassung entsprechend der Veränderung des Verhältnisses der Beitragszahler zu den Rentenbeziehern. Die gesetzliche Grundlage des Rentenniveaus vor Steuern – offiziell „Sicherungsniveau vor Steuern“ findet sich in § 154 Abs. 3 Satz 1 Nummer 2 SGB VI.
- Ruhegehaltsempfänger haben Anspruch auf eine Mindestversorgung, die aus dem Alimentationsprinzip folgt. Berechnungsgrundlage der Mindestversorgung sind 65 Prozent der letzten Stufe der Besoldungsgruppe A 4. Altersrenten sind von den erbrachten Rentenbeiträgen (Entgeltpunkte/Rentenformel) abhängig und prinzipiell nach unten nicht begrenzt, ggf. können aber andere staatliche Leistungen wie Grundsicherung, Wohngeld oder ergänzende Sozialhilfe bezogen werden – genau dies soll Ruhegehaltsempfängern erspart bleiben, damit sie auch zu aktiven Zeiten ihr Amt unabhängig führen können.
- Ruhegehaltsempfänger erhalten von ihrem Dienstherrn zwischen 50 Prozent und 70 Prozent (von Familienstand und Kindern abhängig) ihrer Krankheits- und Pflegekosten als Beihilfe erstattet, allerdings sind – analog zur gesetzlichen Krankenversicherung – nicht alle Aufwendungen beihilfefähig. Zwar unterlagen Besoldungsempfänger (und damit auch Ruhegehaltsempfänger) bis zum 1. Januar 2009 nicht der Pflicht zur Versicherung, wenn sie aber das letztlich kaum kalkulierbare Risiko des restlichen Kostenanteils nicht selber tragen wollten, mussten sie für den Rest eine private Kranken- und Pflegeversicherung abschließen. Aufgrund der Beitragsstruktur solcher Versicherungen, die von vielen verschiedenen Faktoren (Eintrittsalter, Zahl der Versicherten etc.) sowie vom Leistungsumfang abhängt, sind die Beiträge sehr unterschiedlich und können, da es keine beitragsfreie Mitversicherung von Ehegatten und Kindern gibt und der Beitrag sich nicht am individuellen Einkommen orientiert, von etwa 3 Prozent bis zu rund 25 Prozent des Ruhegehaltes betragen. Allerdings ist es ihnen auch möglich, sich im Basistarif versichern zu lassen. Im Basistarif gilt in der Regel der Höchstbeitrag der gesetzlichen Krankenversicherung (wegen des Beihilfeanspruchs nur ein anteiliger Prozentsatz davon). Ebenso besteht für Besoldungsempfänger, die in der gesetzlichen Krankenversicherung versichert sind, die Möglichkeit der Beibehaltung der Mitgliedschaft, sie müssen dann aber auch selbst für den Arbeitgeberanteil aufkommen, sodass sich diese Wahl in der Regel nicht lohnt; ein aus der gesetzlichen Krankenversicherung ausgeschiedener Besoldungsempfänger darf dort in der Regel nicht wieder Mitglied werden. Im Gegensatz dazu zahlen gesetzlich krankenversicherte Altersrentner einheitlich den halben Beitrag zur Krankenversicherung und den halben Zusatzbeitrag der betreffenden Krankenkasse. Ehepartner und ggf. Kinder sind beitragsfrei mitversichert, sofern sie keine eigenen sozialversicherungspflichtigen Einkünfte beziehen. Außerdem zahlen die Rentner die volle Pflegeversicherung und ggf. den Zusatzbeitrag bei Kinderlosigkeit.
- Ruhegehaltsempfänger zahlen Einkommensteuer auf das gesamte Ruhegehalt abzüglich des Versorgungsfreibetrages. Renten unterlagen bis Ende 2004 der Einkommensteuer nur mit dem Ertragsanteil, welcher vom Renteneintrittsalter und -jahr abhing. Renten des Rentnerjahrgangs 2005 unterliegen zu 50 Prozent der Einkommensteuer. Renten des Rentnerjahrgangs 2024 unterliegen zu 83 Prozent des Einkommensteuer. Aufgrund des steuerlichen Grundfreibetrags fällt Einkommensteuer aber erst an, sofern die Jahresrente deutlich über 1200 Euro im Monat beträgt und keine anderen Einkünfte vorhanden sind
- Ein Teil der Ruhegehaltsempfänger erhält (je nach Dienstherrn) (Weihnachtsgeld). Bei Arbeitnehmern erhöhen Sonderzahlungen wie Weihnachtsgeld, Urlaubsgeld die spätere Rente, wenn diese Zahlungen in der aktiven Zeit rentenversicherungspflichtig waren.
- Betriebsrenten werden von größeren Unternehmen und für Angestellte im öffentlichen Dienst bezahlt. Insgesamt erhalten 16 Prozent aller Arbeitnehmer eine solche Zusatzrente von im Schnitt 325 Euro (2002).Ruhegehaltsempfänger, die früher als Angestellte oder Arbeiter Rentenanwartschaften erworben haben, erhalten zusätzlich zur Pension eine Rente. Diese Rente wird jedoch gemäß § 55 BeamtVG ganz oder teilweise auf die Pension angerechnet.
- Ruhegehaltsempfänger mit Ehepartner bzw. Kindergeldberechtigung wird aufgrund des Alimentationsprinzips der entsprechende Anteil des familienbezogenen Teil des Bruttoeinkommens als Teil des Ruhegehalts solange bezahlt, wie Ehe oder Kindergeldberechtigung besteht.

Ruhegehälter und Sozialversicherungsrenten sind nur schwer vergleichbar; ein einfacher Vergleich oben genannter Prozentzahlen erlaubt keinen Rückschluss auf die tatsächliche Versorgungshöhe einer Einzelperson.
In der Koalitionsvereinbarung vom 20. Oktober 1998 hatte die damalige rot‐grüne Bundesregierung festgelegt, Beamtenversorgung und Rentenrecht im Einklang fortzuentwickeln. Das Versorgungsänderungsgesetz 2001 übertrug die Reformmaßnahmen der gesetzlichen Rentenversicherung wirkungsgleich und systemgerecht auf die Beamtenversorgung. Eine dagegen gerichtete Verfassungsbeschwerde wies das Bundesverfassungsgericht als unbegründet zurück.  Der Gesetzgeber hatte die Übertragung der Rentenreformen auf die Beamtenversorgung „im Interesse sozialer Symmetrie“ als geboten erachtet. Bei der Reform der Beamtenversorgung sind dem Gesetzgeber verfassungsrechtliche Grenzen der hergebrachten Grundsätze des Berufsbeamtentums gesetzt.

## Vergleich zwischen Haushaltseinkommen von Ruhegehaltsempfängern und Rentnern
Eine 2013 durchgeführte Einkommens- und Verbrauchsstichprobe (EVS) des Statistischen Bundesamtes ermittelte ein Haushaltsnettoeinkommen bei Rentnerhaushalten in Höhe von 2206 Euro gegenüber einem Haushaltsnettoeinkommen eines Ruhegehaltsempfängers in Höhe von 4404 Euro. Im Jahr 2017 galten 19,5 Prozent aller Personen aus Rentnerhaushalten als armutsgefährdet, jedoch nur 0,9 Prozent aus Haushalten von Ruhegehaltsempfängern.
Für den Ruhestand der Arbeitnehmerhaushalte ermittelt das Statistische Bundesamt einen Einkommensrückgang nach OECD-Skala von 44 Prozent und 13 Prozent für den eines Empfängers von Ruhegehalt.

## Finanzierung
Besoldungsempfänger zahlen nicht direkt Beiträge für die Altersvorsorge. Vielmehr gilt: „Die … geringeren Grundgehälter der Beamten gegenüber den Grundvergütungen der Arbeitnehmer werden .. als Beitragsleistung der Beamten für ihre Versorgung angesehen“.  Ähnlich auch das Bundesverfassungsgericht in seinem Urteil vom März 2002.
Für die öffentlichen Haushalte stellen die Ruhegehälter eine beachtliche Belastung dar. Wie Bernd Raffelhüschen u. a. in einer Studie 2005 berechnete, betragen die Barwerte der Ruhegehaltslasten der Länder 1797 Milliarden Euro und sind damit größer als die Gesamtverschuldung der öffentlichen Haushalte. In verschiedenen Bundesländern werden Anstrengungen unternommen durch Einrichtung von Versorgungsfonds vergleichbar mit dem Versorgungsfonds des Bundes für neu eingestellte Besoldungsempfänger die Versorgungsausgaben zu sichern. Eine Entlastung der Haushalte ist allerdings erst zu erwarten, wenn die neu eingestellten Besoldungsempfänger in den Ruhestand gehen. Die Versorgungs-Steuerquote wird von 2001 (ca. 10 Prozent) in vielen Bundesländern auf über 20 Prozent im Jahre 2020 steigen, im Stadtstaat Hamburg wird sogar jeder vierte Euro der Einnahmen zur Finanzierung der Ruhegehälter ausgegeben werden. Dies ist hauptsächlich darauf zurückzuführen, dass die Hansestadt seit etwa Anfang der achtziger Jahre nicht mehr in die Beamtenpensionskasse eingezahlt und somit keine Rücklagen gebildet hat. Die Ruhegehälter müssen deshalb über Kredite finanziert werden.
Rheinland-Pfalz hatte 1996 einen Pensionsfonds eingerichtet, der zukünftige Ruhegehalts- und Beihilfeleistungen abdecken sollte. Zwischen 27,7 Prozent und 38,8 Prozent der Besoldungsausgaben für neu eingestellte Besoldungsempfänger wurden zusätzlich einem kapitalgedeckten Fonds zugeführt, für ältere neu eingestellte Besoldungsempfänger erhöhte sich der Prozentsatz ab 45 bzw. 50 Jahren um 50 Prozent bzw. 100 Prozent. Bis 2004 sollten die zukünftigen Ausgaben von 20 Prozent der Landesbeamten durch den Pensionsfonds abgedeckt werden. Aufgrund eines Urteils des Verfassungsgerichtshofs Rheinland-Pfalz wurde der Pensionsfonds Rheinland-Pfalz 2017 aufgelöst und die Rücklagen als Sondervermögen fortgeführt.

## Kirchen
Die Kirchen sowie alle anderen Organisationen mit dem Statuts einer Öffentlich-rechtlichen Körperschaft mit Dienstherrenfähigkeit sind berechtigt, Angestellte zu verbeamten. In ihrem Dienst- und Versorgungsrecht richten sie sich dabei in der Regel am Recht desjenigen Bundeslandes aus, in dem sich ihr Sitz befindet. Die jeweiligen Landes- und Bundesregelungen werden weitgehend sinngemäß übernommen.
Für die Versorgung ihrer Pfarrer und Kirchenbeamten, etwa Mitarbeiter mit besonderen Verwaltungsaufgaben oder Lehrer im kirchlichen Dienst, haben die Kirchen seit langem Pensionsfonds eingerichtet, an die jährlich neu festgelegte Zahlungen durch den Dienstgeber zu leisten sind.